# Manou Mansour
Manou Mansour (eigentlich Ben-Ousséni Mansour; * 24. Februar 1980 in Mamoudzou, Mayotte) ist ein französischer Dichter. Er ist der älteste von neun Kindern von Ousséni Mansour (Krankenpfleger) und Amina Angatahi (Hausfrau). Er wuchs in Bouéni auf.

## Werke
- Lettres mahoraises (2008)
- L’auberge mahoraise (2009)
- Le droit de renaître (2012)
- Ravi que le temps ait juste un peu rouillé mes terres (2014)
- Le père noël noir et autres histoires (2018)
- Odes à l’homme perverti, Colère Bouc émissaire (2020)